# Sainte-Marie-Kerque
Sainte-Marie-Kerque är en kommun i departementet Pas-de-Calais i regionen Hauts-de-France i norra Frankrike. Kommunen ligger i kantonen Audruicq som tillhör arrondissementet Saint-Omer. År 2022 hade Sainte-Marie-Kerque 1 715 invånare.

## Befolkningsutveckling
Antalet invånare i kommunen Sainte-Marie-Kerque
| Referens: INSEE |